# JIPS
JIPS（ジップス　Japanese Information Processing System）はNECが開発した日本語処理システムの名前である。実際上は、『JIPS』という用語は、そのシステム上で使われる漢字コードの事を指していることが多いため、本稿ではその漢字コードについて説明する。

## 概要
『JIPS』にて使われる漢字コードは、JIS C 6226-1978をベースに拡張文字を9区〜13区に登録し、さらにGR域に『G1集合』と呼ばれる拡張文字群を登録した符号化文字集合である。
- 上記そのものを表すJIPS(J)
- JIPS(J)の上1バイト、下1バイトをそれぞれEBCDICに変換して得られるJIPS(E)
- JIPS(J)の上1バイトをASCII文字と被らないようにシフトしたNEC内部コード(J)
- NEC内部コード(J)の上1バイト、下1バイトをそれぞれEBCDICに変換して得られるNEC内部コード(E)

の4つのバリエーションがある。
- JIPS(J)は『ACOS-6』
- JIPS(E)は『ACOS-2』、『ACOS-4』
- NEC内部コード(E)は『ITOS』、『A-VX』等のオフコン

でそれぞれ用いられる。
なお、NEC内部コード(J)を使用していた業務用マシンとして、『NTOS』および『PTOS』がかつて存在した。

## JIPSの外字
1面(G0)84〜94区と2面(G1)64区〜94区に1,034+2,914=3,948文字をユーザ外字領域として利用できる。これはeucJP-MSが、1面(G1)84〜94区と2面(G3)84〜94区に合計2,068文字のユーザ外字領域を持っていることと似ている。
ただし、JIPSの1面(GO)はGL表現であり、eucJP-MSの1面(G1)はGR表現である。そして、JIPSの2面(G1)はG0からシフト符号無しで面切り替え出来るのに対し、eucJP-MSの2面(G3)はG1からシングルシフトで切り替える点が違う。